# Gouden Kalf (filmprijs)
Het Gouden Kalf is de grote prijs van het Nederlands Film Festival, in navolging van de Gouden Beer (filmfestival van Berlijn), de Gouden Palm (filmfestival van Cannes) en de Gouden Leeuw (filmfestival van Venetië). Sinds 1981 wordt deze prijs jaarlijks tijdens het festival uitgereikt aan Nederlandse filmmakers, scenarioschrijvers, producenten, acteurs en actrices.
Het Gouden Kalf-beeld is in 1980 ontworpen door de Utrechtse beeldend kunstenaar Theo Mackaay. Het beeld is 33 cm hoog en in brons gegoten. Het idee voor een 'gouden kalf' is afkomstig van filmmaker Wim Verstappen: "Je had leeuwen in Venetië en je had beren in Berlijn."
In 2009 won acteur Martijn Lakemeier op zestienjarige leeftijd als jongste Nederlander ooit een Gouden Kalf, met zijn hoofdrol in Oorlogswinter.
Sinds 2021 zijn er geen categorieën meer met aparte prijzen voor mannen en vrouwen. Er waren bij het nieuwe systeem in 2021 drie prijzen voor een beste hoofdrol en twee voor een beste bijrol, vier mannen kregen een prijs en één vrouw. In 2022 kregen twee vrouwen een prijs voor een beste hoofdrol en een man; de ene prijs voor beste bijrol ging naar een man, de andere naar een vrouw.

## Prijzen

### Beste langspeelfilm
- 1981: Het teken van het beest – Pieter Verhoeff
- 1982: De stilte rond Christine M. – Marleen Gorris
- 1983: Hans: het leven voor de dood – Louis van Gasteren
- 1984: De illusionist – Jos Stelling
- 1985: Flesh & Blood – Gijs Versluys
- 1986: Abel – Laurens Geels & Dick Maas
- 1987: Vroeger is dood – Jos van der Linden
- 1988: Spoorloos – George Sluizer & Anne Lordon
- 1989: Boda secreta (Engelse titel: Secret Wedding) – Kees Kasander & Dennis Wigman
- 1990: De avonden – René Solleveld & Peter Weijdeveld
- 1991: Prospero's Books – Kees Kasander
- 1992: Kyodai Makes the Big Time – Ian Kerkhof
- 1993: De kleine blonde dood – Rob Houwer
- 1994: 1000 Rosen – Matthijs van Heijningen
- 1995: Zusje – Clea de Koning & Robert Jan Westdijk
- 1996: Lang leve de koningin – Laurens Geels & Dick Maas
- 1997: Karakter – Laurens Geels
- 1998: Felice... Felice... – Pieter van Huystee & Suzanne van Voorst
- 1999: Abeltje – Burny Bos
- 2000: Lek – Rolf Koot en Jean van de Velde
- 2001: Nynke – Hans de Wolf en Hans de Weers
- 2002: Minoes – Burny Bos
- 2003: De tweeling – Hanneke Niens en Anton Smit
- 2004: Simon – Imko Nieuwenhuijs
- 2005: Paradise Now – Bero Beyer
- 2006: Zwartboek – San Fu Maltha, Jos van der Linden, Frans van Gestel en Jeroen Beker
- 2007: Kruistocht in spijkerbroek – Kees Kasander
- 2008: Alles is liefde – Jeroen Beker, Frans van Gestel, San Fu Maltha en Job Gosschalk
- 2009: Nothing Personal – Reinier Selen en Edwin van Meurs (Rinkel Film en TV)
- 2010: Joy – Frans van Gestel, Jeroen Beker en Arnold Heslenfeld
- 2011: Black Butterflies – Frans van Gestel, Arnold Heslenfeld, Richard Claus en Arry Voorsmit
- 2012: Het meisje en de dood – Jos Stelling
- 2013: Borgman – Marc van Warmerdam
- 2014: Aanmodderfakker – Iris Otten, Sander van Meurs en Pieter Kuijpers
- 2015: Gluckauf – Joram Willink en Piet-Harm Sterk
- 2016: The Paradise Suite – Ellen Havenith en Jeroen Beker
- 2017: Brimstone – Els Vandevorst en Uwe Schott
- 2018: Bankier van het verzet – Alain de Levita, Sytze van der Laan en Sabine Brian
- 2019: Dirty God – Marleen Slot
- 2020: Buladó – Eché Janga
- 2021: De veroordeling – Joram Willink en Piet-Harm Sterk
- 2022: Knor – Marleen Slot
- 2023: Sweet Dreams – Erik Glijnis en Leontine Petit
- 2024: De terugreis - Maarten Kuit en Jeroen van den Idsert

### Beste regie
- 1983: Dick Maas – De lift
- 1984: Rudolf van den Berg – Bastille
- 1985: Paul Verhoeven – Flesh & Blood
- 1986: Alex van Warmerdam – Abel
- 1987: Dick Maas – Flodder
- 1988: Pieter Verhoeff – Van geluk gesproken
- 1989: Frans Weisz – Leedvermaak
- 1990: Frouke Fokkema – Kracht
- 1991: Frans Weisz – Bij nader inzien
- 1992: Alex van Warmerdam – De Noorderlingen
- 1993: Ben Sombogaart – Het zakmes
- 1994: Rosemarie Blank – Rit over de grens
- 1995: Marleen Gorris – Antonia
- 1996: Theo van Gogh – Blind Date
- 1997: Rudolf van den Berg – For My Baby
- 1998: Karim Traïdia – De Poolse bruid
- 1999: Roel Reiné – The Delivery
- 2000: Jean van de Velde – Lek
- 2001: Martin Koolhoven – De grot
- 2002: Alejandro Agresti – Valentin
- 2003: Pieter Kuijpers – Van God los
- 2004: Eddy Terstall – Simon
- 2005: Nanouk Leopold – Guernsey
- 2006: Paul Verhoeven – Zwartboek
- 2007: Mijke de Jong – Tussenstand
- 2008: Joram Lürsen – Alles is liefde
- 2009: Urszula Antoniak – Nothing Personal
- 2010: Rudolf van den Berg – Tirza
- 2011: Nanouk Leopold – Brownian Movement
- 2012: Paula van der Oest – The Domino Effect
- 2013: Jim Taihuttu – Wolf
- 2014: Saskia Diesing – Nena
- 2015: Remy van Heugten – Gluckauf
- 2016: Boudewijn Koole – Beyond Sleep
- 2017: Martin Koolhoven – Brimstone
- 2018: Jaap van Heusden – In Blue
- 2019: Sacha Polak – Dirty God
- 2020: Mischa Kamp – Kapsalon Romy
- 2021: Sabine Lubbe Bakker & Niels van Koevorden – Kom hier dat ik u kus
- 2022: Mascha Halberstad – Knor
- 2023: Ena Sendijarević – Sweet Dreams
- 2024: Michael Middelkoop - Dit is geen kerstfilm

### Beste hoofdrol
- 2021: Fedja van Huêt – De veroordeling
- 2022: Thekla Reuten – Narcosis
- 2023: Renée Soutendijk – Sweet Dreams
- 2024: Leny Breederveld - De terugreis

### Beste bijrol
- 2021: Yorick van Wageningen – De veroordeling
- 2022: Tobias Kersloot – Do Not Hesitate
- 2023: Florian Myjer – Sweet Dreams
- 2024: Laura Bakker - Dit is geen kerstfilm

### Beste scenario
- 1999: Ger Poppelaars & Timo Veltkamp – Missing Link
- 2000: Jean van de Velde & Simon de Waal – Lek
- 2001: Lodewijk Crijns en Kim van Kooten – Met grote blijdschap
- 2002: Edwin de Vries – The Discovery of Heaven
- 2003: Paul Jan Nelissen en Pieter Kuijpers – Van God los
- 2004: Mischa Alexander – Ellis in Glamourland
- 2005: Tamara Bos – Het paard van Sinterklaas
- 2006: Alex van Warmerdam – Ober
- 2007: Peter Greenaway – Nightwatching
- 2008: Jan Eilander en Jolein Laarman – Het zusje van Katia
- 2009: Alex van Warmerdam – De laatste dagen van Emma Blank
- 2010: Helena van der Meulen – Joy
- 2011: Nanouk Leopold – Brownian Movement
- 2012: Max Porcelijn – Plan C
- 2013: Alex van Warmerdam – Borgman
- 2014: Anne Barnhoorn – Aanmodderfakker
- 2015: Gustaaf Peek – Gluckauf
- 2016: Joost van Ginkel – The Paradise Suite
- 2017: Jean van de Velde – Bram Fischer
- 2018: Jaap van Heusden en Jan Willem den Bok – In Blue
- 2019: Jeroen van Scholten Aschat en Shady El-Hamus – De Libi
- 2020: Tamara Bos – Kapsalon Romy
- 2021: Bert Bouma en Sander Burger – De veroordeling
- 2022: Jolein Laarman - Do Not Hesitate
- 2023: Shariff Nasr, Philip Delmaar – El Houb
- 2024: Lotte Tabbers en Isis Mihrimah Cabolet - Dit is geen kerstfilm

### Beste korte film
- 1981: Spurs of Tango – Henri Plaat
- 1982: Nog eens – Hans Nassenstein
- 1983: Volgend jaar in Holysloot – Emiel van Moerkerken
- 1984: A Good Turn Daily – Gerrit van Dijk
- 1985: Turkse video – Otokar Votocek
- 1986: Requiem – Sjef Lagro
- 1987: Sostenu'to – Armand Perrenet
- 1988: Vuurdoop – Sander Francken
- 1989: Alaska – Mike van Diem
- 1990: Schrödingers kat – Paolo Pistolesi
- 1991: De tranen van Maria Machita – Paul Ruven
- 1992: Memorias sin batallas y otros muertos – Nathalie Alonso Casale
- 1993: De marionettenwereld – Elbert van Strien
- 1994: Zap – Paul Ruven
- 1995: Bitings and Other Effects – Clara van Gool
- 1996: De wachtkamer – Jos Stelling
- 1997: Sientje – Christa Moesker
- 1998: Nussin – Clara van Gool
- 1999: Metro – Eric Steegstra
- 2000: Een intens realistisch doch romantisch liefdesdrama – Jesse de Jong
- 2001: De laatste dag van Alfred Maassen – David Lammers
- 2002: Talmen – Stijn van Santen
- 2003: De grotten van Han van Vloten – Ellen Blom
- 2004: Dokter Vogel – Lodewijk Crijns
- 2005: Dialoogoefening – Esther Rots
- 2006: Meander – Joke Liberge
- 2007: Missiepoo16 – Anna van der Heide
- 2008: Rif – Eric Steegstra
- 2009: Sunset from a Rooftop – Marinus Groothof
- 2010: De maan is kapot – Arno Dierickx
- 2011: Olifantenvoeten – Dan Geesin
- 2012: Sevilla – Bram Schouw
- 2013: Nummer veertien, home – Guido van der Werve
- 2014: Das Wad – Rob Lücker
- 2015: Under the Apple Tree – Erik van Schaaik
- 2016: Gratis – Merijn Scholte Albers en Tobias Smeets
- 2017: Polska Warrior – Camiel Schouwenaar
- 2018: L'été et tout le reste – Sven Bresser
- 2019: Kort - En Route – Marit Weertheijm
- 2020: See Me – Patty Stenger, Yvonne Kroese
- 2021: Pantser – Jan Verdijk
- 2022: La Ultima Ascensión – Kevin Osepa
- 2023: Lucid Dreaming – Emma Evelein
- 2024: Wander to Wonder - Nina Gantz

### Beste hoofdrol korte film/Singleplay
- 2021: Laura Bakker – Heartbeats
- 2022: Sinem Kavus – Mocro Maffia: Meltem
- 2023: Hannah van Lunteren – Ma Mère et Moi
- 2024: Laura Bakker - Marleen

### Beste lange documentaire
- 1982: Sal Santen rebel – Rudolf van den Berg
- 1983: De kick – Gerrit van Elst
- 1984: Terbeschikkinggesteld – Olivier Koning
- 1985: Getekende mensen – Harrie Geelen
- 1986: Passies – Olivier Koning
- 1987: New York - Batavia – Rien Hagen
- 1988: De wording – Cherry Duyns
- 1989: Beeld van een kind – Albert van der Wildt
- 1990: Gouddorst – Joost Kraanen
- 1991: Face Value – Johan van der Keuken
- 1992: Levenslied – Froukje Bos
- 1993: Kind in twee werelden – Willy Lindwer
- 1994: Verhalen van een rivier – Peter Lataster en Petra Lataster-Czisch
- 1995: Moeder Dao, de schildpadgelijkende – Vincent Monnikendam
- 1996: De slag in de Javazee – Niek Koppen
- 1997: Kerstmis in Floradorp – René Roelofs
- 1998: In het huis van mijn vader – Fatima Jebli Ouazzani
- 1999: De illusie aan de macht - 1412 dagen kabinet Den Uyl – Chris Vos & André van der Hout
- 2000: Crazy – Heddy Honigmann
- 2001: Desi – Maria Ramos
- 2002: Ramses: Où est mon prince – Pieter Fleury
- 2003: Hollands licht – Pieter-Rim de Kroon en Maarten de Kroon
- 2004: Deacon of Death – Jan van den Berg
- 2005: Lomax the Songhunter – Rogier Kappers
- 2006: Forever – Heddy Honigmann
- 2007: Jimmy Rosenberg - de vader, de zoon & het talent – Jeroen Berkvens
- 2008: Bloody Mondays & Strawberry Pies – Coco Schrijber
- 2009: Rotvos – Jan Musch en Tijs Tinbergen
- 2010: Farewell – Ditteke Mensink
- 2011: Niet zonder jou – Petra Lataster-Czisch en Peter Lataster
- 2012: De regels van Matthijs – Marc Schmidt
- 2013: Parts of a Family – Diego Gutierrez
- 2014: Ne me quitte pas – Niels van Koevorden en Sabine Lubbe Bakker
- 2015: Those Who Feel the Fire Burning – Morgan Knibbe
- 2016: A Family Affair – Tom Fassaert
- 2017: De kinderen van juf Kiet – Petra Lataster-Czisch en Peter Lataster
- 2018: Liefde is aardappelen – Aliona van der Horst
- 2019: Living the Light - Robby Müller – Claire Pijman
- 2020: Ze noemen me Baboe – Sandra Beerends
- 2021: Shadow Game – Els van Driel en Eefje Blankevoort
- 2022: Shabu – Shamira Raphaëla
- 2023: Mijn grote broer – Mercedes Stalenhoef
- 2024: De bezette stad - Steve McQueen

### Beste korte documentaire
- 1993: Isingiro Hospital – Hillie Molenaar & Joop van Wijk
- 1994: Lucebert, tijd en afscheid – Johan van der Keuken
- 1995: I Have a Problem, Madam – Maarten Schmidt & Thomas Doebele
- 1996: Stalin had een brug beloofd – Gerard Jacobs
- 1997: De tranen van Castro – Merlijn Passier
- 1998: Engelen des doods – Leo de Boer
- 1999: Jackson, the Man with the Box – Martijn van Beenen
- 2000: De nieuwerwetse wereld – Carin Goeijers
- 2001: Hollandse helden – Paul Cohen en Martijn van Haalen
- 2002: ASH World Wide Suicide – Walter Stokman
- 2003: De prijs van overleven – Louis van Gasteren
- 2004: .nijnoK – Leo Wentink
- 2005: De kinderen van mijn vader – Meral Uslu
- 2006: Photo Souvenir – Paul Cohen en Martijn van Haalen
- 2007: Raak me waar ik voelen kan – Simone de Vries
- 2008: Landschappen waar niemand van weet (II) – Melle van Essen en Riekje Ziengs
- 2009: I Wanna Be Boss – Marije Meerman
- 2010: Weapon of War – Ilse en Femke van Velzen
- 2011: Zwarte soldaten – Joost Seelen
- 2012: Immer Fernweh – Peter Delpeut
- 2013: Achter de toren[6] – Astrid Bussink
- 2014: MeesTV, hoe de koolmees mij gelukkig maakt – Tijs Tinbergen en Jan Musch
- 2015: Verboden vlucht – Hester Overmars
- 2016: De tegenprestatie – Suzanne Raes en Monique Lesterhuis
- 2017: Snelwegkerk – Elsbeth Fraanje
- 2018: The Atomic Soldiers – Morgan Knibbe
- 2019: De waarheid over mijn vader – Shamira Raphaëla
- 2020: Carrousel – Marina Meijer
- 2021: Zie je me, hoor je me – Anne-Marieke Graafmans
- 2022: In Flow of Words – Eliane Esther Bots
- 2023: Mijn vader, Nour en ik – Wiam Al-Zabari
- 2024: City of Poets - Sara Rajaei

### Filmcultuur (voorheen Cultuurprijs)
- 1981: J.G.J. Bosman
- 1982: Dan Ireland
- 1983: Bert Haanstra
- 1984: J.M.L. Peters
- 1985: Joris Ivens
- 1986: Anton Koolhaas
- 1987: Fons Rademakers
- 1988: Johan van der Keuken
- 1989: Ellen Waller
- 1990: Jos Stelling
- 1991: De Filmkrant
- 1992: Paul Verhoeven
- 1993: Jan Blokker
- 1994: Jan de Vaal
- 1995: Wim Verstappen
- 1996: Jeroen Krabbé
- 1997: Robbert Wijsmuller
- 1998: Geoffrey Donaldson
- 1999: Matthijs van Heijningen
- 2001: René Scholten
- 2002: Louis van Gasteren
- 2003: Jan Decleir
- 2005: Hans Kemna
- 2007: Robby Müller
- 2008: Rutger Hauer
- 2009: Doreen Boonekamp
- 2010: Rolf Orthel
- 2012: Willeke van Ammelrooy
- 2013: Monique van Schendelen[7]
- 2014: Burny Bos[8]
- 2015: Sandra den Hamer[8]
- 2016: Alex en Marc van Warmerdam[8]
- 2017: Gerard Soeteman[8]
- 2018: Monique van de Ven[8]
- 2019: Jac. Goderie[9]
- 2021: Mijke de Jong
- 2022: Will Koopman
- 2023: Digna Sinke[10]
- 2024: Felix de Rooy[11]

### Beste dramaserie
- 1993: Pleidooi – Sander Francken, Maarten Treurniet, Jeroen Planting en André van Duren
- 1994: Coma – Paula van der Oest
- 1995: De partizanen – Theu Boermans
- 1996: Geboren in een verkeerd lichaam" – Pieter Kramer
- 1997: In het belang van de staat – Theo van Gogh
- 1998: De zeven deugden: Maria op zolder – Arno Dierickx
- 1999: Dichter op de Zeedijk – Gerrard Verhage
- 2000: Bij ons in de Jordaan – Willem van de Sande Bakhuyzen
- 2001: Familie – Willem van de Sande Bakhuyzen
- 2002: De 9 dagen van de gier – Boris Paval Conen
- 2003: korter dan 60 minuten: Dwaalgast – Colette Bothof
- 2003: langer dan 60 minuten: Najib en Julia – Theo van Gogh
- 2004: Deining – Nicole van Kilsdonk
- 2005: De Kroon – Peter de Baan
- 2006: Escort – Frank Ketelaar
- 2007: De prins en het meisje – Peter de Baan
- 2008: Den Helder – Jorien van Nes
- 2009: Anvers – Martijn Maria Smits
- 2010: Finnemans (filmserie One Night Stand) – Thomas Korthals Altes
- 2011: Vast – Rolf van Eijk
- 2012: Overspel – Frank Ketelaar, Dana Nechushtan, Arno Dierickx
- 2013: Exit – Boris Paval Conen
- 2014: Hollands Hoop – Dana Nechushtan
- 2015: Geen koningen in ons bloed (filmserie One Night Stand) – Mees Peijnenburg
- 2016: Horizon (filmserie One Night Stand) – Giancarlo Sánchez
- 2017: De Zaak Menten – Tim Oliehoek
- 2018: Het geheime dagboek van Hendrik Groen – Tim Oliehoek
- 2019: Zeven kleine criminelen – Rob Lücker
- 2020: Red Light – Wouter Bouvijn, Anke Blondé
- 2021: Mocro Maffia – Bobby Boermans, Victor D. Ponten en Achmed Akkabi
- 2022: Rampvlucht – Michael Leendertse, Fleur Winters, Lourens Blok en Edson da Conceicao
- 2023: Santos – Giancarlo Sánchez, Laurette Schillings, Chris Westendorp, Ashar Medina en Ivan Barbosa
- 2024: De Joodse Raad - Alain de Levita, Paula van der Oest, Mark van Eeuwen en Matthijs van Heijningen

### Beste Singleplay
- 2021: May – Madja Amin

### Beste hoofdrol in een dramaserie
- 1994: Jack Wouterse – En route
- 1995: Huub Stapel – De Partizanen
- 1996: Eric van der Donk – De langste reis
- 1997: Gillis Biesheuvel – Goede daden bij daglicht: "That Is No Way to Kill Your Mother"
- 2021: Werner Kolf – Commando's
- 2022: Jeroen Spitzenberger – Het jaar van Fortuyn
- 2023: Eva Crutzen – Bodem
- 2024: Abke Haring - Een van ons

### Beste bijrol in een dramaserie
- 2021: Michel Sluysmans – The Spectacular
- 2022: Charlie Chan Dagelet – Dirty Lines
- 2023: Marit van Bohemen – Judas II: Dagboek van een getuige
- 2024: Bilal El Aoumari - Laura H.

### Beste Digitale Cultuurproductie
In 2015 de NFF Digital Storytelling Competitie Award:
- 2015: Refugee Republic – de Volkskrant/Submarine Channel

Vanaf 2016 het Gouden Kalf voor Beste Interactive:
- 2016: The Modular Body – Floris Kaayk
- 2017: Horizon Zero Dawn – Guerrilla Games
- 2018: #dearcatcallers – Noa Jansma
- 2019: Die Fernweh Oper – Daniel Ernst
- 2020: Nerd Funk: Phase 1 – Ali Eslami, Mamali Shafahi

Vanaf 2021 het Gouden Kalf voor Beste Digitale Cultuurproductie:
- 2021: IVF-X: Posthuman Parenting in Hybrid Reality. Meet & Breed your Cyborg baby now – Victorine van Alphen
- 2022: LAWKI (Life As We Know It) – ARK (Arran Lyon, Federico Campagna, Louis Braddock Clarke, Roosje Klap, Senka Milutinovic, Teoniki Rozynek, Valentin Vogelmann en Zuzanna Zgierska)
- 2023: Dear Beloved Friend – Dries Verhoeven en Kininso Koncepts (Studio Dries Verhoeven, Kininso Koncepts)
- 2024: Emoticons Don’t Have Wrinkles - Luna Maurer

### Beste geluid (sounddesign)
- 2003: Herman Pieëte – Phileine zegt sorry
- 2004: Georges Bossaers – De passievrucht
- 2005: Bart Jilesen – Zwarte zwanen
- 2006: Peter Flamman & zijn geluidsteam – Ik omhels je met 1000 armen
- 2007: Mark Glynne, Kees de Groot, Joost Roskam en Pepijn Aben – Tussenstand
- 2008: Huibert Boon, Alex Booy en Robil Rahantoeknam – Winterstilte
- 2009: Jan Schermer – Nothing Personal
- 2010: Peter Warnier – R U There
- 2011: Jan Schermer – Code Blue
- 2012: Bert Rijkelijkhuizen – Het meisje en de dood
- 2013: Peter Warnier – De wederopstanding van een klootzak
- 2014: Wart Wamsteker – De poel
- 2015: Vincent Sinceretti en Taco Drijfhout – Those Who Feel the Fire Burning
- 2016: Mark Glynne – Beyond Sleep
- 2017: Herman Pieëte – Brimstone
- 2018: Jan Schermer – Beyond Words
- 2019: Alex Booy en Huibert Boon – My Foolish Heart
- 2020: Marco Vermaas – Bumperkleef
- 2021: Herman Pieëte – De Slag om de Schelde
- 2022: Evelien van der Molen – Captain Nova
- 2023: Zita Leemans en Michel Schöpping – Kiddo
- 2024: Gijs den Hartogh - Hardcore Never Dies

### Beste montage
- 2003: Peter Alderliesten – Phileine zegt sorry
- 2004: Mario Steenbergen – The Last Victory
- 2005: Sander Vos – Paradise Now
- 2006: Menno Boerema, Albert Elings, Eugenie Jansen en Chris van Oers – Jungle Rudy, Kroniek van een familie
- 2007: Herman P. Koerts – Kruistocht in spijkerbroek
- 2008: Robert Jan Westdijk – Het echte leven
- 2009: Esther Rots – Kan door huid heen
- 2010: Job ter Burg – Tirza
- 2011: Sander Vos – Black Butterflies
- 2012: JP Luijsterburg – De Heineken ontvoering
- 2013: Katharina Wartena – Boven is het stil
- 2014: Boudewijn Koole – Happily Ever After
- 2015: Mieneke Kramer – Prins
- 2016: Sander Vos – Full Contact
- 2017: Sander Vos – Tonio
- 2018: Wouter van Luijn (postuum) – Wij
- 2019: Menno Boerema (postuum) – Het wonder van le petit prince
- 2020: Ruben van der Hammen – Ze noemen me Baboe
- 2021: Marc Bechtold – De Slag om de Schelde
- 2022: Ruben van der Hammen – Do Not Hesitate
- 2023: Fatih Tura – Kiddo
- 2024: Xander Nijsten - De bezette stad

### Beste production design
- 2003: Benedict Schillemans – Pietje Bell
- 2004: Marco Rooth – De dominee
- 2005: Gert Brinkers en het productieteam – Lepel
- 2006: Gert Brinkers – Ober
- 2007: Maarten Piersma – Nightwatching
- 2008: Elsje de Bruijn – TBS
- 2009: Floris Vos – Oorlogswinter
- 2010: Vincent de Pater – Lang & gelukkig
- 2011: Gert Brinkers – Dik Trom
- 2012: Wilbert van Dorp – De Heineken ontvoering
- 2013: Lieke Scholman – Wolf
- 2014: Alfred Schaaf – Hemel op aarde
- 2015: Hubert Pouille – De surprise
- 2016: Ben Zuydwijk – J. Kessels
- 2017: Floris Vos – Brimstone
- 2018: Harry Ammerlaan – Bankier van het verzet
- 2019: Kurt Loyens – Baantjer: het begin
- 2020: Anne Winterink – Marionette
- 2021: Hubert Pouille – De Slag om de Schelde
- 2022: Mascha Halberstad – Knor
- 2023: Florian Legters – Zomervacht
- 2024: Ben Zuydwijk - Hardcore Never Dies

### Beste muziek
- 2003: Fons Merkies – Boy Ecury
- 2004: Mark van Platen – Kees de jongen
- 2005: Paul M. van Brugge – Alias Kurban Saïd
- 2006: Giorgio Tuinfort, Bart van de Lisdonk, Jos Jansen en Tymen Geurts – Bolletjes blues
- 2007: Vincent van Warmerdam – Kicks
- 2008: Michiel Borstlap – Tiramisu
- 2009: Perquisite – Carmen van het Noorden
- 2010: Ernst Reijseger – C'est déjà l'été
- 2011: Paleis van Boem – De bende van Oss
- 2012: Helge Slikker – Kauwboy
- 2013: New Cool Collective – Toegetakeld door de liefde
- 2014: Christiaan Verbeek – Helium
- 2015: Palmbomen – Prins
- 2016: Alex Simu – Beyond Sleep
- 2017: Junkie XL – Brimstone
- 2018: Harry de Wit – Cobain
- 2019: Rutger Reinders – Dirty God
- 2020: Rui Reis Maia, Jasper Boeke, Diederik Rijpstra – De belofte van Pisa
- 2021: Gino Taihuttu – De Oost
- 2022: Ella van der Woude – Moloch
- 2023: Minco Eggersman – De man uit Rome
- 2024: Gino en Jiri Taihuttu - Hardcore Never Dies[13]

### Beste camerawerk
- 2003: Bert Pot – Phileine zegt sorry
- 2004: Erik van Empel – The Last Victory
- 2005: Melle van Essen – Echoes of War
- 2006: Thomas Doebele en Maarten Schmidt – Constant, avant le départ
- 2007: Richard Van Oosterhout – Wolfsbergen
- 2008: Menno Westendorp – Het echte leven
- 2009: Daniël Bouquet – Nothing Personal
- 2010: Lennert Hillege – R U There
- 2011: Jasper Wolf – Code Blue
- 2012: Goert Giltay – Het meisje en de dood
- 2013: Richard Van Oosterhout – &Me
- 2014: Tibor Dingelstad – Helium
- 2015: Mark van Aller – Gluckauf
- 2016: Frank van den Eeden – Full Contact
- 2017: Rogier Stoffers – Brimstone
- 2018: Lennert Hillege – Beyond Words
- 2019: Jasper Wolf – Niemand in de stad
- 2020: Myrthe Mosterman – Goud
- 2021: Lennert Hillege – De Slag om de Schelde
- 2022: Martijn van Broekhuizen – Narcosis
- 2023: Emo Weemhoff – Sweet Dreams
- 2024: Lennert Hillege - De bezette stad

### Costume Design
- 2020: Alette Kraan – Mi Vida
- 2021: Margriet Procee – De Slag om de Schelde
- 2022: Manon Blom – Narcosis
- 2023: Bernadette Corstens – Sweet Dreams
- 2024: Minke Lunter en John van Vlerken - Hardcore Never Dies

### Publieksprijs
- 2001: Mariken – André van Duren
- 2002: Loenatik: de moevie – Bobby Eerhart
- 2003: Cloaca – Willem van de Sande Bakhuyzen
- 2004: Simon – Eddy Terstall
- 2005: Leef! – Willem van de Sande Bakhuyzen
- 2006: Knetter – Martin Koolhoven
- 2007: Waar is het paard van Sinterklaas? – Mischa Kamp
- 2008: Mafrika – Paul Ruven
- 2009: Alles stroomt – Danyael Sugawara
- 2010: Lang & gelukkig – Pieter Kramer
- 2011: 170 Hz – Joost van Ginkel
- 2012: Achtste-groepers huilen niet – Dennis Bots
- 2013: De marathon – Diederick Koopal
- 2014: De nieuwe wildernis – Mark Verkerk en Ruben Smit
- 2015: De club van Sinterklaas & het pratende paard – Ruud Schuurman
- 2016: Bon Bini Holland – Jelle de Jonge
- 2017: Mees Kees langs de lijn – Aniëlle Webster
- 2018: Bankier van het verzet – Alain de Levita, Sytze van der Laan en Sabine Brian
- 2019: Bon Bini Holland 2[14] – Jon Karthaus
- 2020: Niet uitgereikt[15]
- 2021: Bon Bini: Judeska in da House – Jonathan Herman
- 2022: Bon Bini Holland 3 – Pieter van Rijn
- 2023: De Tatta's – Jamel Aattache
- 2024: Bon Bini: Bangkok Nights - Maarten Swart

### Prijs van de Nederlandse filmkritiek
- 1982: De smaak van water – Orlow Seunke
- 1983: Hans: het leven voor de dood – Louis van Gasteren
- 1984: De illusionist – Jos Stelling
- 1985: Pervola, sporen in de sneeuw – Orlow Seunke
- 1986: Abel – Alex van Warmerdam
- 1987: Havinck – Frans Weisz
- 1988: Spoorloos – George Sluizer
- 1989: Mijn vader woont in Rio – Ben Sombogaart
- 1990: Romeo – Rita Horst
- 1991: Face Value – Johan van der Keuken
- 1992: Ringting Engeland – André van Duren
- 1993: Hartverscheurend – Mijke de Jong
- 1994: 06 – Theo van Gogh
- 1995: Tot ziens! – Heddy Honigmann
- 1996: De jurk – Alex van Warmerdam
- 1997: voor zijn oeuvre – Frank Scheffer
- 1998: Het ondergronds orkest – Heddy Honigmann
- 1999: De Daltons – Rita Horst
- 2000: Wilde mossels – Erik de Bruyn
- 2001: Familie – Willem van de Sande Bakhuyzen
- 2002: First Kill – Coco Schrijber
- 2003: De arm van Jezus – André van der Hout
- 2004: Shouf Shouf Habibi! – Albert ter Heerdt
- 2005: Guernsey – Nanouk Leopold
- 2006: Forever – Heddy Honigmann
- 2007: Tussenstand – Mijke de Jong
- 2008: Calimucho – Eugenie Jansen
- 2010: Schemer – Harno Smitsman
- 2011: Curaçao – Sarah Vos en Sander Snoep
- 2012: Kauwboy – Boudewijn Koole
- 2013: De marathon – Diederick Koopal
- 2014: Jongens – Mischa Kamp
- 2015: Tussen 10 en 12 – Peter Hoogendoorn
- 2016: A Strange Love Affair with Ego – Ester Gould
- 2017: Geschenk uit de bodem – Paul Cohen en Martijn van Haalen
- 2018: Light as Feathers – Rosanne Pel
- 2019: Keeper – Johan Kramer
- 2020: Kom hier dat ik u kus – Sabine Lubbe Bakker, Niels van Koevorden
- 2021: Up to G-Cup – Jacqueline van Vugt

### Film van de eeuw
- 1999: Turks fruit – Paul Verhoeven en Rob Houwer

## Voormalige prijzen
Deze prijzen worden tegenwoordig niet meer uitgereikt.

### Beste actrice
- 1981: Marja Kok – Het teken van het beest
- 1983: Carolien van den Berg – Vroeger kon je lachen
- 1984: Monique van de Ven – gehele oeuvre / De schorpioen
- 1985: Renée Soutendijk – gehele oeuvre / De ijssalon
- 1986: Geert de Jong – Mama is boos!
- 1987: Jasperina de Jong – Vroeger is dood
- 1988: Marijke Veugelers – Ei / Van geluk gesproken
- 1989: Annet Nieuwenhuijzen – Leedvermaak
- 1990: Monique van de Ven – Romeo
- 1991: Loes Wouterson – Bij nader inzien
- 1992: Janneque Draisma – Kyodai Makes the Big Time
- 1993: Els Dottermans – Beck - De gesloten kamer
- 1994: Marieke Heebink – 1000 Rosen
- 1995: Willeke van Ammelrooy – Antonia
- 1996: Renée Fokker – Blind Date
- 1997: Maartje Nevejan, Adelheid Roosen, Marnie Blok, Leonoor Pauw, Lieneke le Roux – Broos
- 1998: Monic Hendrickx – De Poolse bruid
- 1999: Nadja Hüpscher – De boekverfilming
- 2000: Willeke van Ammelrooy – Lijmen/Het been
- 2001: Monic Hendrickx – Nynke
- 2002: Carice van Houten – Minoes
- 2003: Kim van Kooten – Phileine zegt sorry
- 2004: Monic Hendrickx – Het Zuiden
- 2005: Maria Kraakman – Guernsey
- 2006: Carice van Houten – Zwartboek
- 2007: Elsie de Brauw – Tussenstand
- 2008: Anneke Blok – Tiramisu
- 2009: Rifka Lodeizen – Kan door huid heen
- 2010: Carice van Houten – De gelukkige huisvrouw
- 2011: Carice van Houten – Black Butterflies
- 2012: Hannah Hoekstra – Hemel
- 2013: Hadewych Minis – Borgman
- 2014: Abbey Hoes – Nena
- 2015: Georgina Verbaan – De surprise
- 2016: Hannah Hoekstra – De helleveeg
- 2017: Nora El Koussour – Layla M.
- 2018: Maria Kraakman – In Blue
- 2019: Melody Klaver – Rafaël
- 2020: Beppie Melissen – Kapsalon Romy

### Beste acteur
- 1981: Rutger Hauer – gehele oeuvre
- 1982: Rijk de Gooyer – gehele oeuvre
- 1983: Vic Moeremans – De vlaschaard
- 1984: Gerard Thoolen – De mannetjesmaker / De illusionist
- 1985: Peter Tuinman – De Dream
- 1986: John Kraaijkamp sr. – De aanslag / De wisselwachter
- 1987: Willem Nijholt – Havinck
- 1988: Michiel Romeyn – Van geluk gesproken
- 1989: Pierre Bokma – Leedvermaak
- 1990: Thom Hoffman – De avonden
- 1991: Porgy Franssen – Bij nader inzien
- 1992: Rudolf Lucieer – De Noorderlingen
- 1993: Rik Launspach – Oeroeg
- 1994: Jaap Spijkers – 1000 Rosen
- 1995: Rijk de Gooyer – Hoogste tijd (Op weg naar huis na de prijsuitreiking wierp De Gooyer in het tv-programma Taxi van Maarten Spanjer zijn pas gewonnen Gouden Kalf tijdens een taxirit over de snelweg uit het portierraam omdat hij de uitreiking maar een armetierige vertoning had gevonden.[16])
- 1996: Peer Mascini – Blind Date
- 1997: Jaap van Donselaar – De tranen van Castro
- 1998: Johan Leysen – Felice... Felice...
- 1999: Rijk de Gooyer – Madelief, krassen in het tafelblad
- 2000: Victor Löw – Lek
- 2001: Fedja van Huêt – AmnesiA
- 2002: Jacob Derwig – Zus & zo
- 2003: Tygo Gernandt – Van God los
- 2004: Cees Geel – Simon
- 2005: Thijs Römer – 06/05
- 2006: Frank Lammers – Nachtrit
- 2007: Marcel Hensema – Wild Romance
- 2008: Robert de Hoog – Skin
- 2009: Martijn Lakemeier – Oorlogswinter
- 2010: Barry Atsma – Komt een vrouw bij de dokter
- 2011: Nasrdin Dchar – Rabat
- 2012: Reinout Scholten van Aschat – De Heineken ontvoering
- 2013: Marwan Kenzari – Wolf
- 2014: Gijs Naber – Aanmodderfakker
- 2015: Martijn Fischer – Bloed, zweet & tranen
- 2016: Issaka Sawadogo – The Paradise Suite
- 2017: Peter Paul Muller – Bram Fischer
- 2018: Jacob Derwig – Bankier van het verzet
- 2019: Marcel Musters – God Only Knows
- 2020: Shahine El-Hamus – De belofte van Pisa

### Beste mannelijke bijrol
- 2005: Yahya Gaier, Tygo Gernandt, Micha Hulshof, Gürkan Küçüksentürk en Mimoun Oaïssa – Het schnitzelparadijs
- 2006: Fedja van Huêt – Nachtrit
- 2007: Jan Decleir – Wolfsbergen
- 2008: Ton Kas – Vox populi
- 2009: Raymond Thiry – Oorlogswinter
- 2010: Jeroen Willems – Majesteit
- 2011: Peter Paul Muller – Gooische vrouwen (weigerde de prijs)
- 2012: René van 't Hof – Plan C
- 2013: Jacob Derwig – Alles is familie
- 2014: Ton Kas – Jongens
- 2015: Raymond Thiry – Bloed, zweet & tranen
- 2016: Marcel Hensema – Knielen op een bed violen
- 2017: Mohammed Azaay – Layla M.
- 2018: Wim Opbrouck – Cobain
- 2019: Thomas Höppener – De Libi
- 2020: Bilal Wahib – Paradise drifters

### Beste vrouwelijke bijrol
- 2005: Sophie van Winden – Leef!
- 2006: Catherine ten Bruggencate – Ik omhels je met 1000 armen
- 2007: Sylvia Hoeks – Duska
- 2008: Olga Louzgina – Het zusje van Katia
- 2009: Pleuni Touw – Bride Flight
- 2010: Coosje Smid – Joy
- 2011: Beppie Melissen – Gooische vrouwen
- 2012: Olga Zuiderhoek – Süskind
- 2013: Georgina Verbaan – De marathon
- 2014: Lies Visschedijk – Hemel op aarde
- 2015: Hadewych Minis – Bloed, zweet & tranen
- 2016: Anneke Blok – De helleveeg
- 2017: Marie Louise Stheins – Waldstille
- 2018: Fockeline Ouwerkerk – Bankier van het verzet
- 2019: Julia Akkermans – Niemand in de stad
- 2020: Noortje Herlaar – Kapsalon Romy

### Beste acteur in televisiedrama
- 1998: Gijs Scholten van Aschat – Oud geld
- 1999: Jack Wouterse – Suzy Q
- 2000: Kees Prins – Bij ons in de Jordaan
- 2001: Pierre Bokma – De belager
- 2012: Jeroen Willems – Cop vs Killer
- 2013: Pierre Bokma – De prooi
- 2014: Maarten Heijmans – Ramses
- 2015: Jonas Smulders – Geen koningen in ons bloed (filmserie One Night Stand)
- 2016: Jacob Derwig – Klem
- 2017: George Tobal en Majd Mardo – Jungle (filmserie One Night Stand)
- 2018: Kees Hulst – Het geheime dagboek van Hendrik Groen
- 2019: Gijs Naber – Judas
- 2020: Ramsey Nasr – I.M.

### Beste actrice in televisiedrama
- 1998: Saskia Temmink – Oud geld
- 1999: Carice van Houten – Suzy Q
- 2000: Will van Kralingen – Storm in mijn hoofd
- 2001: Joan Nederlof – Hertenkamp
- 2012: Rifka Lodeizen – Overspel
- 2013: Monic Hendrickx – Penoza (seizoen 2)
- 2014: Loes Schnepper – Voor Emilia (filmserie One Night Stand)
- 2015: Ariane Schluter – Een goed leven (filmserie One Night Stand)
- 2016: Nazmiye Oral – In vrijheid (filmserie One Night Stand)
- 2017: Abbey Hoes – Petticoat
- 2018: Ilse Warringa – De luizenmoeder
- 2019: Rifka Lodeizen – Judas
- 2020: Halina Reijn – Red Light

### Speciale juryprijs
- 1983: Annette Apon – o.a. Giovanni
- 1984: Eric de Kuyper – Naughty Boys
- 1985: Orlow Seunke – Pervola, sporen in de sneeuw
- 1986: Jos Stelling – De wisselwachter
- 1987: Will van Kralingen – Havinck
- 1988: Alejandro Agresti – Love Is a Fat Woman
- 1989: Anneke Blok – Uw mening graag
- 1990: Felix de Rooy & Norman de Palm – Ava & Gabriel
- 1991: Pim de la Parra – oeuvre
- 1992: Thom Hoffman – o.a. De domeinen Ditvoorst
- 1993: Peter Delpeut – The Forbidden Quest
- 1994: Ariane Schluter – 06
- 1995: Jany Temine – kostuums
- 1996: Hans Heijnen – De waterwolf van Itteren / Uncle Frank / Strike Out
- 1997: Arjan Ederveen – oeuvre
- 1998: Sonia Herman Dolz – Lagrimas negras
- 1999: Ian Kerkhof – Shabondama Elegy
- 2000: Pieter van Huystee – 11 producties
- 2001: Hertenkamp (VPRO) – alle medewerkers
- 2002: George Sluizer – Het stenen vlot (en zijn hele oeuvre)
- 2003: Peter Blok, Pierre Bokma, Gijs Scholten van Aschat en Jaap Spijkers – Cloaca
- 2004: Albert ter Heerdt en Mimoun Oaïssa – Shouf Shouf Habibi!
- 2005: de overleden regisseur Theo van Gogh – 06/05, Medea en zijn oeuvre
- 2005: de overleden regisseur Willem van de Sande Bakhuyzen – Lepel, Leef! en zijn oeuvre
- 2006: Mercedes Stalenhoef – Ik wil nooit beroemd worden
- 2007: Halina Reijn en Fedja van Huêt – De prins en het meisje
- 2008: Het stuntteam Willem de Beukelaer: Willem de Beukelaer, Marco Maas, Ronald Schuurbiers
- 2009: Het hele team van Kan door huid heen
- 2010: De cast van Lang & gelukkig
- 2011: Rob Hillenbrink – special props en make-up
- 2013: Oeke Hoogendijk – Het nieuwe Rijksmuseum
- 2014: Dennis Bots, Maas Bronkhuyzen, Pippa Allen en Joes Brauers – Oorlogsgeheimen

### Vakprijs
- 1981: Kees Linthorst – geluid
- 1982: Theo van de Sande – camera / Hans van Dongen – montage / Willem Breuker – muziek / Piotr van Dijk – geluid
- 1983: George Sluizer – scenario
- 1984: Dick Schillemans – art direction
- 1985: Edgar Burcksen – montage
- 1986: Jos van der Linden – productie
- 1987: Theo van de Sande – camera
- 1988: Tom Tholen – geluid
- 1989: Gerard Soeteman – scenario
- 1990: Loek Dikker – muziek
- 1991: Jan Roelfs & Ben van Os – art direction
- 1992: Ot Louw – montage
- 1993: Goert Giltay – camera
- 1994: Jan van Sandwijk – geluid
- 1995: Jan Blokker – scenario
- 1996: Henny Vrienten – muziek
- 1997: Rikke Jelier & Alfred Schaaf – art direction
- 1998: Menno Boerema – montage
- 1999: Rogier Stoffers – camera
- 2000: Piotr van Dijk – geluid
- 2001: Henny Vrienten – muziek
- 2002: Rikke Jelier & Alfred Schaaf – production design
- 2003: Colette Bothof – televisiedrama kort

### Beste Europese film
- 1994: Into the West – Mike Newell
- 1995: Zawrócony (Engelse titel: Reverted) – Kazimierz Kutz

### Speciale prijs van het bestuur
- 1992: J.Th. van Taalingen
- 1994: Cor Koppies

### Beste commercial
- 1990: voor Hamka's – Trevor Wrenn
- 1991: voor "Woonruimte gevraagd" – Todd Masters

### Eervolle vermelding
- 1981: Luger – Theo van Gogh
- 1981: Sempre più difficile – Tom d'Angremond
- 1983: De oplossing? – Sander Francken
- 2015: Gooische vrouwen – Frank Houtappels en Susan Visser

### Gouden kalfspeld
Jaarlijks uitgereikt aan alle Gouden Kalf-winnaars, bovendien aan:
- 1990: Willeke van Ammelrooy
- 1993: Reinier Aleman Boulogne
- 1999: Ivo Opstelten
- 1999: Jacques van Heijningen
- 1999: Philip Freriks
- 2000: Ryclef Rienstra
- 2001: Renée Soutendijk